# Truncatella subcylindrica
Truncatella subcylindrica Linnaeus, 1767 è una specie di molluschi gasteropodi della sottoclasse Caenogastropoda. Con il nome (sinonimo) di Truncatella costulata è la specie tipo del genere Truncatella.

## Descrizione

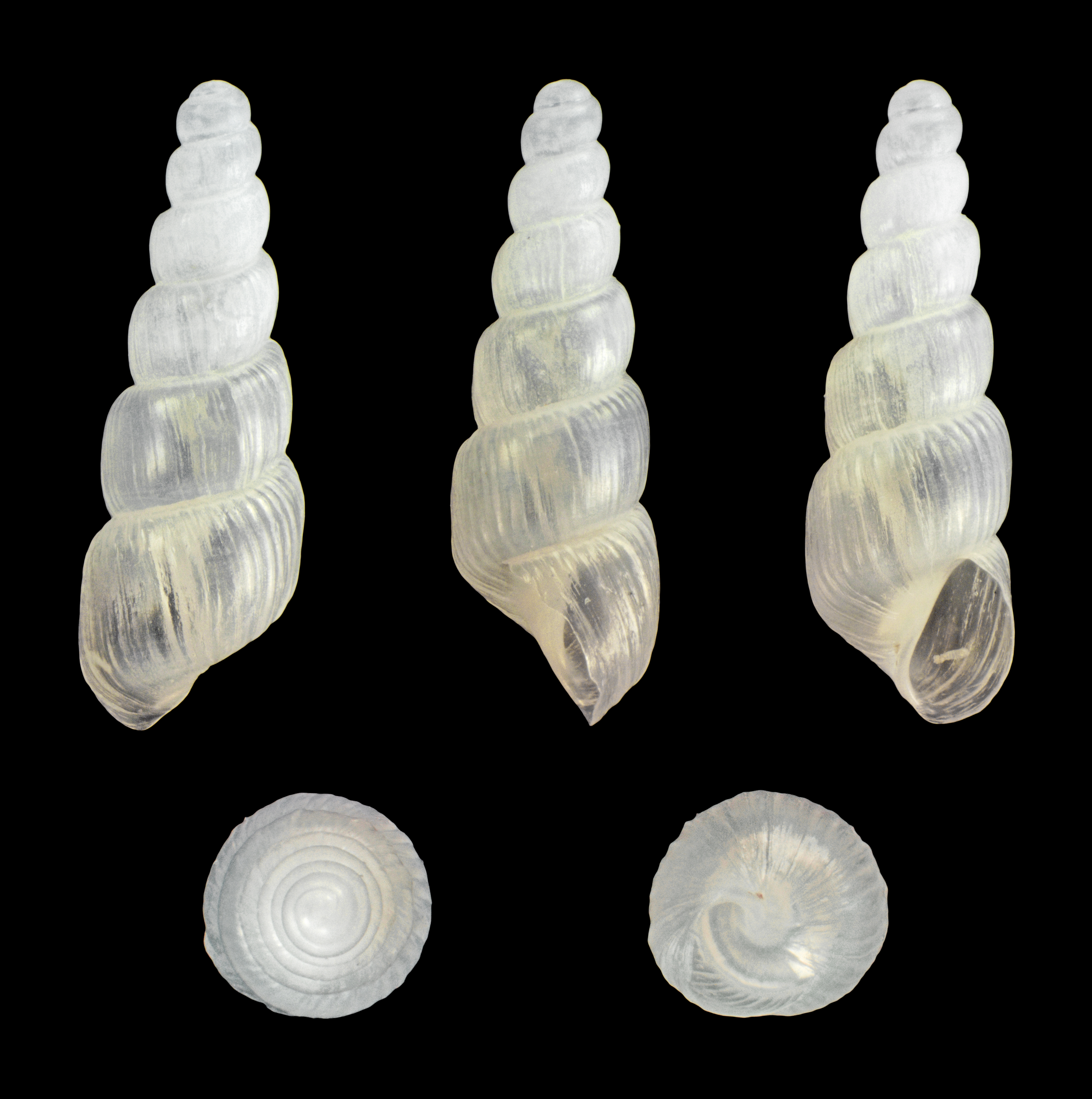
Truncatella subcylindrica.
Guscio di esemplare giovane.

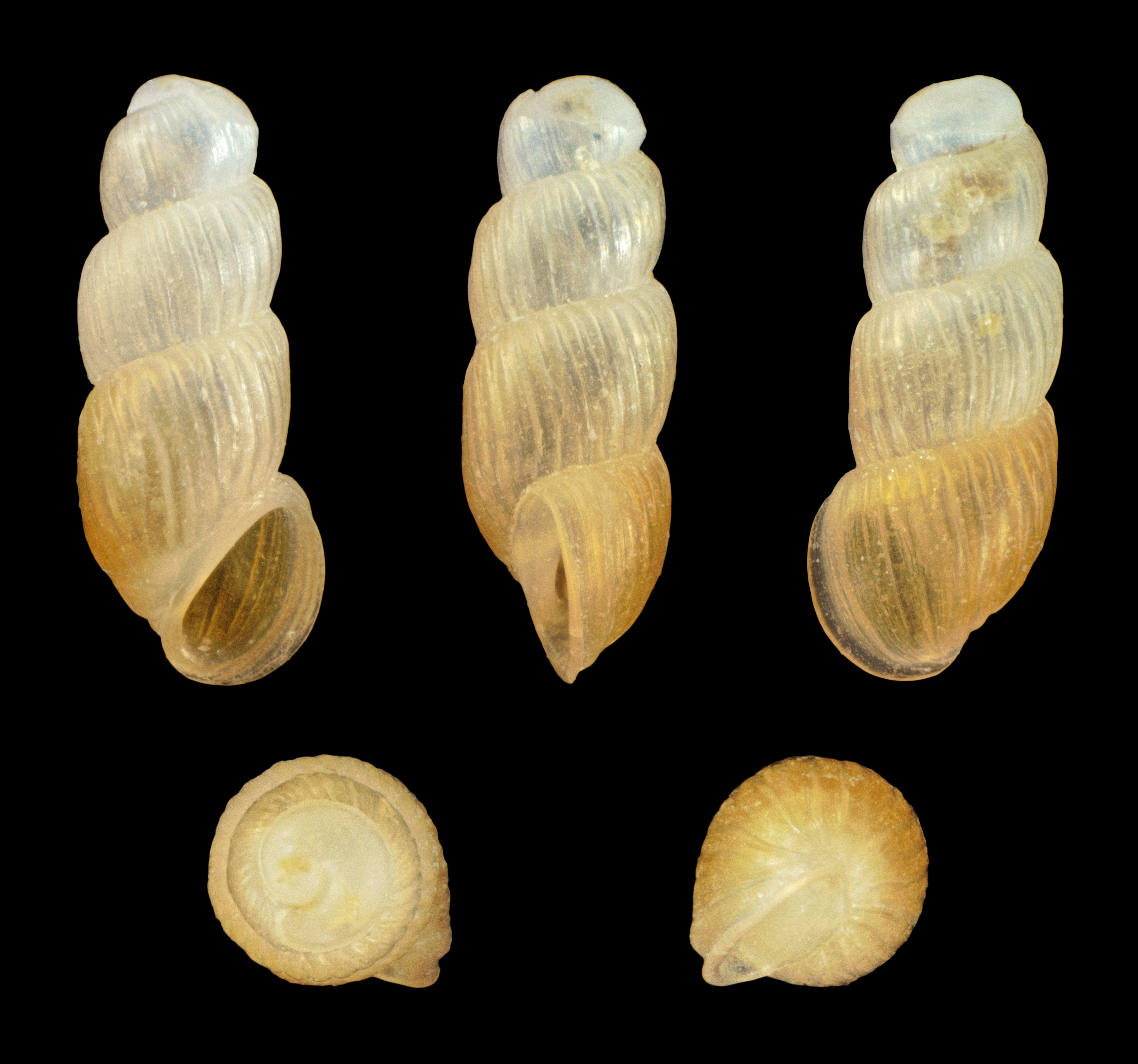
Truncatella subcylindrica.
Guscio di esemplare adulto.

Truncatella subcylindrica ha una conchiglia piuttosto sottile, semitrasparente e lucida, di forma cilindrica. Guglia accorciata, composta da tre-quattro vortici convessi, appiattiti al centro, decorata da numerose pieghe longitudinali più grandi delle loro intercapedini e debolmente ricurve. Sutura profonda. Apertura ovale, leggermente pizzicata alla sommità e arrotondata alla base, con peristoma continuo e rigato. Columella spessa e un po' flessuosa. Margine labiale arrotondato, rifinito esternamente con una perlina. Colore di un fulvo pallido e uniforme. Opercolo corneo, sottile, paucispirale, con un nucleo sfalsato e alcune linee di crescita ondulate sottili. Può raggiungere i 5,5 mm di lunghezza.
Come altre specie di questo genere, negli esemplari giovani della specie la conchiglia è costituita da un numero di spire molto maggiore (fino a nove). I primi cinque o sei giri cadono più tardi e si forma un nuovo vertice leggermente convesso; la linea di troncamento si vede spesso sulle nuove conchiglie. La T. subcylindrica in età giovane differisce così tanto dalla specie adulta che molti autori l'hanno considerata un genere diverso.
I sessi sono separati e le uova fecondate vengono deposte sotto forma di capsule di uova, attaccate ai detriti nell'habitat in cui vivono gli adulti.
L'habitat di questa specie è costituito da ambienti marini costieri, vicino o appena sopra la linea di alta marea su pietre e ciottoli, sedimenti fini e vegetazione in decomposizione. Preferisce il bordo di acque riparate dove la salinità è compresa tra 18 e 40 psu.
La specie è distribuita nell'Atlantico settentrionale sulle coste dal Marocco, Canarie, Madeira e Azzorre, coste francesi e britanniche della Manica, Mediterraneo e Mar Nero. Ci sono anche alcune prime registrazioni della fine del 1800 per gli Stati Uniti orientali, sulla costa di Newport, nel Rhode Island.